# Aksai
|  | Per a altres significats, vegeu «Aksai (Lípetsk)». |

Aksai - Аксай (rus) - és una ciutat de Rússia, es troba a l'óblast de Rostov. Es troba a la vora dreta del riu Don i a 18 km de Rostov del Don, la capital. La vila fou fundada a la segona meitat del segle xvi com un assentament cosac, conegut al llarg del temps amb els noms d'Ust-Aksàiskaia, Níjnie Razdori, Kobiakovski, Atamanski i Nijni. Des del 1791 se'l coneixia com l'stanitsa Aksàiskaia, i el 1957 rebé l'estatus de ciutat i el seu nom actual.